# Ugaritska abeceda
Ugaritska abeceda je iz klinopisa izpeljana soglasniška abeceda (abdžad). Uporabljala se je od 15. stoletja pr. n. št. za zapis ugaritščine, izumrlega kanaanskega jezika z območja Ugarita (današnja Ras Šamra, nekaj kilometrov severno od sirskega mesta Latakija). Vsebuje 30 različnih črk. Z njo so se zapisovali še nekateri jeziki (zlasti huritščina), vendar samo na območju Ugarita.
Ugaritske glinene tablice so najstarejši znani dokaz protokanaanskega vrstnega reda črk, ki je vplival tudi na razvrstitev črk grške in latinske abecede.
Črke so se najpogosteje zapisovale od leve proti desni, najdenih pa je tudi nekaj primerov pisanja v nasprotni smeri.

## Črke
Ugaritska abeceda je del standarda Unicode. 31 črk in znak za deljenje besed najdemo v območju med 0x10380 in 0x1039F.
| Ugaritska črka | Ime            | Latinska črka |
| -------------- | -------------- | ------------- |
| 𐎀              | ʔ              | ʾa            |
| 𐎁              | b              | b             |
| 𐎂              | g              | g             |
| 𐎃              | x              | h             |
| 𐎄              | d              | d             |
| 𐎅              | h              | h             |
| 𐎆              | w              | w             |
| 𐎇              | z              | z             |
| 𐎈              | ħ              | ḥ             |
| 𐎉              | ṭ              | ṭ             |
| 𐎊              | j              | y             |
| 𐎋              | k              | k             |
| 𐎌              | ʃ              | š             |
| 𐎍              | l              | l             |
| 𐎎              | m              | m             |
| 𐎟              | ð              | d             |
| 𐎐              | n              | n             |
| 𐎑              | ẓ              | ẓ             |
| 𐎒              | s              | s             |
| 𐎓              | ʕ              | ʿ             |
| 𐎔              | p              | p             |
| 𐎕              | ṣ              | ṣ             |
| 𐎖              | q              | q             |
| 𐎗              | r              | r             |
| 𐎘              | θ              | t             |
| 𐎙              | ɣ              | ġ             |
| 𐎚              | t              | t             |
| 𐎛              | ʔi             | ʾi            |
| 𐎜              | ʔu             | ʾu            |
| 𐎝              |                | s2 / ś        |
| 𐎟              | deljenje besed |               |